# Myrmoteras scabrum
Myrmoteras scabrum är en myrart som beskrevs av Mark W. Moffett 1985. Myrmoteras scabrum ingår i släktet Myrmoteras och familjen myror. Inga underarter finns listade i Catalogue of Life.